# Copa Mitropa
Primeiro grande torneio entre clubes europeus originalmente organizada por um comitê liderado por Hugo Meisl e as federações nacionais participantes, a Copa Mitropa pode também ser considerada uma precursora da Liga dos Campeões da UEFA. O nome Mitropa é uma contração do alemão de Mitteleuropa, que significa "Europa Central". Em sua época, a Copa Mitropa era chamada também de "Copa Europa" ou "Copa da Europa".
Em seus primeiros anos (foi disputada desde 1927), o futebol mais vistoso do velho continente (e do mundo) era praticado no leste europeu, e as primeiras edições do campeonato foram disputadas entre clubes da Hungria, Áustria, Tchecoslováquia e Iugoslávia. Cada país tinha 2 representantes. Em 1929 as equipas da Itália substituíram os iugoslavos.
O formato da disputa era no sistema mata-mata, com jogos de ida e volta. Em 1934, o número de participantes por país foi aumentado para 4, e nos anos que se seguiram outros países foram convidados a participar: Suíça (1936), Romênia e novamente a Iugoslávia (1937). Em 1940, a competição foi interrompida antes da final, devido à Segunda Guerra Mundial, e só voltou a ser disputada em 1955. O período pré-guerra foi considerado como a época de ouro da competição.
Foram ainda disputadas duas competições não oficiais, em 1951 (Zentropa Cup) e em 1958 (Donau Cup). A quantidade de participantes por país foi mudando com o tempo, mas a mudança mais crucial na competição foi sua desvalorização em relação à grande importância que tinha no período pré-Segunda Guerra Mundial, o que ocorreu devido ao surgimento da Copa dos Campeões da Europa, criada na temporada 1955-1956. Mesmo assim, continuou a ser disputada até ser extinta em 1992.
A Mitropa Cup de 1960 foi disputada como uma competição entre países e não houve eliminação. Os cinco países competidores enviaram seis times cada para a competição e seus resultados agregados contaram para a contagem de seus países. Essa edição foi vencida pela Hungria.
O documento da UEFA sobre a história da Liga dos Campeões da UEFA cita a Taça Latina e a Mitropa Cup.
Em 1991 começou a ser disputada uma competição amadora nas regiões onde era disputada a Copa Mitropa (Áustria, Hungria, Eslováquia).

## Campeões

### Pré-Guerra
Na época, era o principal torneio europeu.

#### Títulos Pré-Guerra (1927-1939)
- Com 2 títulos:  Bologna,  Sparta Praga,  Austria Viena,  Ferencváros, e  Újpesti.
- Com 1 título:  Rapid Viena,  First Vienna e  Slavia Praga.

### Artilheiros[6]
| Ano  | Jogador           | Gols | Partidas | Média  |
| ---- | ----------------- | ---- | -------- | ------ |
| 1927 | Josef Silný       | 5    | 6        | 0,83.. |
| 1928 | Jozsef Takács II  | 10   | 6        | 1,66.. |
| 1929 | István Avar       | 10   | 7        | 1,42   |
| 1930 | Giuseppe Meazza   | 7    | 6        | 1,16   |
| 1931 | Heinrich Hiltl    | 7    | 7        | 1,00   |
| 1932 | Renato Cesarini   | 5    | 4        | 1,25   |
| 1933 | Raimundo Orsi     | 5    | 4        | 1,25   |
| 1933 | František Kloz    | 5    | 4        | 1,25   |
| 1933 | Giuseppe Meazza   | 5    | 6        | 0,83.. |
| 1933 | Matthias Sindelar | 5    | 6        | 0,83.. |
| 1934 | Carlo Reguzzoni   | 10   | 8        | 1,28   |
| 1935 | György Sárosi     | 9    | 8        | 1,12   |
| 1936 | Giuseppe Meazza   | 10   | 6        | 1,66.. |
| 1937 | György Sárosi     | 12   | 9        | 1,33.. |
| 1938 | Josef Bican       | 10   | 8        | 1,25   |
| 1939 | Gyula Zsengellér  | 9    | 6        | 1,50   |
| 1940 | György Sárosi     | 6    | 2        | 3,00   |

### Maiores artilheiros 1927–1940
| Pos. | Jogador           | Gols | Jogos | Média |
| ---- | ----------------- | ---- | ----- | ----- |
| 1    | György Sárosi     | 50   | 42    | 1,19  |
| 2    | Giuseppe Meazza   | 29   | 27    | 1,07  |
| 3    | Gyula Zsengellér  | 24   | 19    | 1,26  |
| 3    | Matthias Sindelar | 24   | 31    | 0,77  |
| 5    | István Avar       | 19   | 24    | 0,79  |

### Pós-Guerra
O torneio diminuiu de importância porque a partir da temporada de 1955-1956 a Copa dos Campeões da Europa se estabeleceu como título europeu.
¹ Hoje MTK Budapeste
Em 1960 o torneio foi disputado entre países e não houve eliminação. cinco países enviaram seis equipes para a competição

### Supercopa Mitropa
A Supercopa Mitropa foi disputado em 1989 entre os campeões de 1988 e 1989

## Títulos por equipe
- Total (1927-1992), maiores vencedores:
  -  Vasas SC Budapeste: 6
  -  Bologna FC: 3
  -  Sparta Praga: 3
  -  Ferencváros: 2
  -  Újpest FC: 2
  -  Rapid Viena: 2
  -  Austria Viena: 2
  -  MTK Budapest[nota 3]: 2
  -  Estrela Vermelha: 2
  -  NK Čelik Zenica: 2
  -  FC Tatabánya: 2
  -  FC Wacker Innsbruck: 2
  -  AC Pisa: 2
  -  First Vienna: 1
  -  Slavia Praga: 1
  -  Honvéd: 1
  -  Hungria: 1
  -  Fiorentina: 1
  -  FC Spartak Trnava: 1
  -  Inter Bratislava: 1
  -  FK Vojvodina: 1
  -  Partizan: 1
  -  Udinese: 1
  -  FC Tatran Prešov: 1
  -  AC Milan: 1
  -  SC Eisenstadt: 1
  -  Iskra Bugojno 1
  -  Ascoli Calcio: 1
  -  FC Baník Ostrava: 1
  -  SS Calcio Bari: 1
  -  Torino FC: 1

## Copa Mitropa Amadora
Copa Mitropa Amadora surgiu em 1991 é disputada anualmente entre clubes amadores da Húngria Ocidental (Vas e Győr-Moson-Sopron), Eslováquia Ocidental (Západné Slovensko) e Áustria Oriental (Burgenland), Durante 2006 e 2010, os campeões da Eslováquia Ocidental não disputaram, Normalmente é disputada no formato mata-mata (nós anos onde apenas 3 equipes disputaram, era disputada nos pontos corridos); Em 2013 (aparentemente desde de 2007) todos os jogos são disputados em dois tempos de 30 minutos todos no mesmo dia